# 1643 a tudományban
Az 1643. év a tudományban és a technikában

## Felfedezések
- Abel Janszoon Tasman felfedezi a Tonga-szigeteket

## Meteorológia
- Evangelista Torricelli feltalálja a higany barométert.

## Technika
- Antonie van Leeuwenhoek kifejleszti a mikroszkópot.

## Születések
- január 4. - Sir Isaac Newton fizikus (1727)

## Halálozások
- november 3.

- John Bainbridge csillagász (* 1582)
- Paul Guldin csillagász és matematikus (* 1577)